# Diachrysia multauri
Diachrysia multauri là một loài bướm đêm trong họ Noctuidae.